# Infraestruturas de Portugal

Logo

Infraestruturas de Portugal – portugalska organizacja państwowa zarządzająca infrastrukturą drogową i kolejową w Portugalii. Powstała w roku 2015 w wyniku połączenia Estradas de Portugal i Rede Ferroviária Nacional (REFER).